# سيارة قديمة

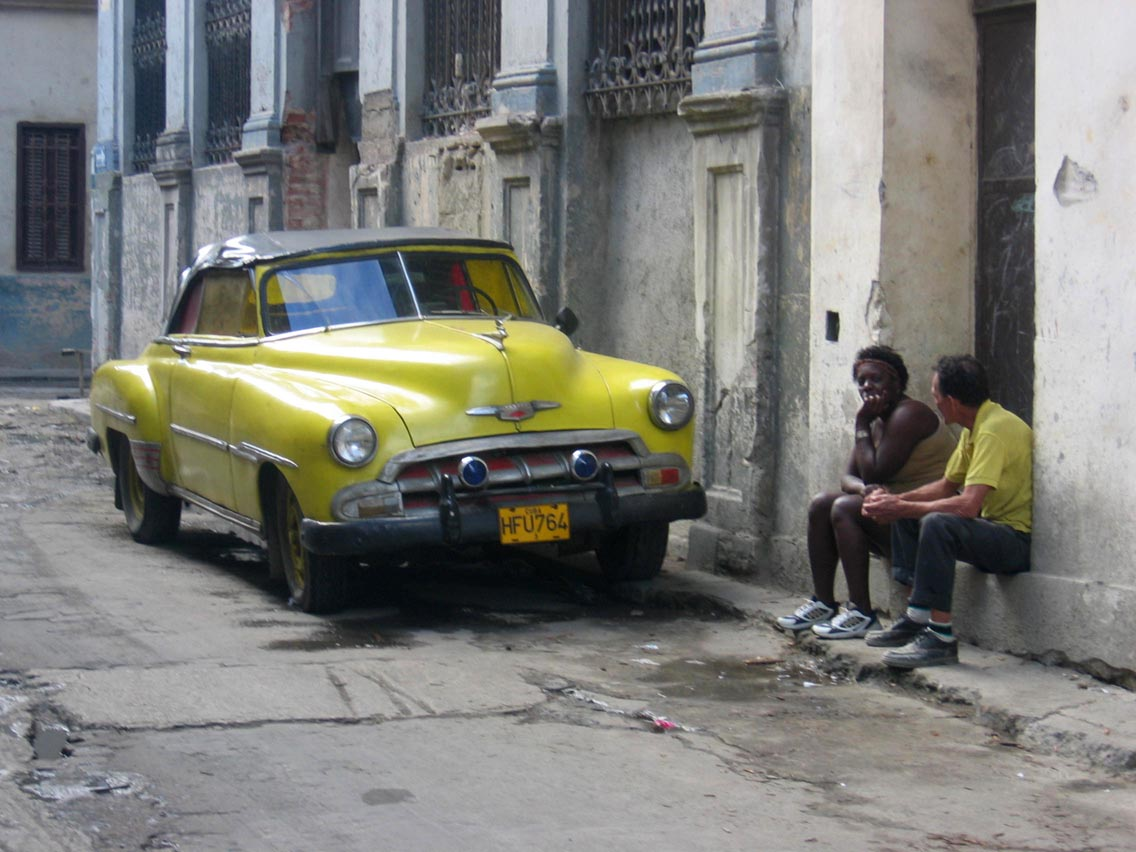
A "yank tank" أو "maquina"في هافانا، كوبا

السيارة التقليدية هي السيارات القديمة. التعريف الدقيق يختلف في جميع أنحاء العالم. نادي السيارات الأمريكية القديمة يؤكد أن السيارة يجب أن تكون بين 30 و 49 عاما لتكون كلاسيكية، في حين أن السيارات بين 50 و 99 تعد في فئة ما قبل العتيقة، والسيارات 100 سنة تعتبر في فئة السيارات العتيقة. نجد في المملكة المتحدة، مجموعة «السيارات الكلاسيكية» المخضرمة تعتبر (ما قبل الحرب العالمية الأولى)، اما العتيقة تعتبر في الحقبة (1919-1930)، واما سيارات (1930s) اتعتبر ما بعد-العتيقة. لم يتم تعريف السيارات الكلاسيكية ما بعد الحرب العالمية الثانية ذلك على وجه التحديد.

## التعريف

### نادي السيارات الأمريكية القديمة
نادي السيارات الأمريكية الكلاسكية يعرف السيارات الكلاسيكية على النحو التالي:
وCCCA كلاسيكية هي «جيدة» أو سيارة «مميزة»، إما أمريكية أو أجنبية بنيت، أنتجت بين عامي 1925 و 1948.
العوامل الأخرى، بما في ذلك نقل المحرك، وهيكل العربة المخصصة والملحقات الفاخرة، مثل حدة الفرامل، قوة الفاصل الترسي، و «الطلقة الواحدة» أو أنظمة التزييت التلقائي، تساعد في تحديد ما إذا كانت تعتبر السيارة كلاسيكية.